# Magnus Caris
Magnus Caris (Nacka, 15 november 1968), is een Zweedse darter die speelt bij de Professional Darts Corporation.

## BDO Carrière
Caris deed aan zeven BDO World Darts Championship mee. Zijn eerste was in 1988, waarin hij in de eerste ronde verloor van Rick Ney uit de Verenigde Staten. In 1990 bereikte hij de kwartfinale. Hij versloeg Antero Rantala en Brian Cairns alvorens te verliezen van Eric Bristow.
Hij is bekend van zijn halve finale wedstrijd in de World Professional Darts Championship 1994 tegen publiekslieveling Bobby George. Hij versloeg Wayne Weening, Leo Laurens en Martin Adams en moest vervolgens tegen George, die worstelde met een zeer slechte rug na zijn overwinning in de kwartfinale op Kevin Kenny. Caris verloor de eerste twee sets tegen George, maar won de volgende vier sets. In de derde leg van de zevende set had Caris een dart op dubbel 18 om de wedstrijd te winnen. Hij miste en George won vervolgens negen legs op rij en won met 5-4 in sets.
Caris speelde ook vijf keer in de Winmau World Masters. Zijn beste prestatie was in 1992, met het bereiken van de halve finale met overwinningen op John Lowe, Eric Bristow en Martin Adams, alvorens te verliezen van Mike Gregory. Caris keerde in 2009 terug naar de Winmau World Masters waar hij verloor van titelverdediger Martin Adams bij de laatste 16.

## PDC Carrière
Aan het einde van 2009, nam Caris deel aan de PDC World Darts Championship 2010. Hij won in de voorronde van Francisco Ruiz alvorens te verliezen van Colin Lloyd in de eerste ronde. Aan het einde van 2010, kwalificeerde Caris zich opnieuw voor de PDC World Darts Championship 2011. Hij versloeg Dietmar Burger in de voorronde met 4-3, ondanks een aantal matchdarts tegen hem, waarna hij van Mervyn King verloor in de eerste ronde. Op het PDC World Darts Championship 2012 verloor hij ondanks een 2-0 voorsprong in sets tegen Steve Beaton in de eerste ronde. Caris had drie darts om in sets te winnen, maar de schijnbaar luidruchtige menigte leidde hem af en uiteindelijk verloor hij de wedstrijd met 2-3. Op het PDC World Darts Championship 2017 plaatste hij zich weer voor de eerste ronde maar verloor tegen oud- Wereldkampioen Adrian Lewis met 0-3. In 2019 beëindigde Caris zijn carrière. Het laatste toernooi dat Caris speelde was de World Cup of Darts 2019 waarin hij Zweden vertegenwoordigde. Hierin verloor Caris met landgenoot Dennis Nilsson in de laatste 16 van de uiteindelijke toernooiwinnaar Schotland.

## Resultaten op Wereldkampioenschappen

### BDO
- 1988: Laatste 32 (verloren van Rick Ney met 1-3)
- 1989: Laatste 16 (verloren van Mike Gregory met 0-3)
- 1990: Kwartfinale (verloren van Eric Bristow met 1-4)
- 1991: Laatste 32 (verloren van Dennis Priestley met 0-3)
- 1992: Laatste 32 (verloren van Phil Taylor met 1-3)
- 1994: Halve finale (verloren van Bobby George met 4-5)
- 1995: Laatste 32 (verloren van Kevin Painter met 2-3)

### WDF
- 1987: Laatste 32 (verloren van Barry Whittaker)
- 1989: Voorronde (verloren van Kim-G Jensen met 2-4)
- 1993: Laatste 32 (verloren van Dave Askew met 2-4)
- 1999: Laatste 16 (verloren van Herbie Nathan met 0-4)
- 2001: Kwartfinale (verloren van Mervyn King met 2-4)
- 2007: Laatste 32 (verloren van Karsten Koch met 2-4)
- 2009: Laatste 128 (verloren van Steve Brown met 1-4)

### PDC
- 2010: Laatste 64 (verloren van Colin Lloyd met 1-3)
- 2011: Laatste 64 (verloren van Mervyn King met 0-3)
- 2012: Laatste 64 (verloren van Steve Beaton met 2-3)
- 2013: Laatste 64 (verloren van Robert Thornton met 0-3)
- 2017: Laatste 64 (verloren van Adrian Lewis met 0-3)